# بولشویه توپولنویه
بولشویه توپولنویه (به لاتین: Bolshoye Topolnoye) یک دریاچه و دریاچه آب شور در روسیه است که در سرزمین آلتای واقع شده‌است.